# The Battle of the Sexes (film, 1914)
Pour les articles homonymes, voir Battle of the sexes.
Pour plus de détails, voir Fiche technique et Distribution.
The Battle of the Sexes est un film américain réalisé par D. W. Griffith, sorti en 1914. Le film est considéré comme perdu. Il a fait l'objet d'un remake par Griffith lui-même, L'Éternel Problème sorti en 1928.

## Synopsis
Frank Andrews, marié, deux enfants, est en crise de milieu de vie. Une jolie jeune femme, Cleo, emménage dans l'appartement voisin.

## Fiche technique
- Titre : The Battle of the Sexes
- Réalisation : D. W. Griffith
- Scénario : d'après le roman The Single Standard de Daniel Carson Goodman
- Photographie : G. W. Bitzer
- Montage : James Smith et Rose Smith
- Société de production : Majestic Motion Picture Company
- Société de distribution : Mutual Film (États-Unis)
- Pays de production:  États-Unis
- Genre : Drame
- Durée : 50 minutes
- Date de sortie : 
  - États-Unis : 12 avril 1914

## Distribution
- Donald Crisp : Frank Andrews
- Lillian Gish : Jane Andrews, la fille
- Robert Harron : John Andrews, le fils
- Mary Alden : Mme. Frank Andrews
- Owen Moore : l'amant de Cleo
- Fay Tincher : Cleo, la sirène